# Anastasi de Sant Eutimi
Anastasi de Sant Eutimi (en llatí Anastasius st. Eothymium, en grec antic Ἀναστάσιος) va ser un religiós grec, abat del monestir de Sant Eutimi a Palestina l'any 714.
Va escriure una obra en grec contra els jueus. D'aquesta obra se'n va publicar una versió llatina a càrrec del jesuïta espanyol Francisco Torres a mitjans del segle xvi. Segons William Smith, la traducció és força imperfecta.